# زویروتیتسه
زویروتیتسه (به چکی: Zvěrotice) یک منطقهٔ مسکونی در جمهوری چک است که در منطقه تابور واقع شده‌است. زویروتیتسه ۶٫۴ کیلومتر مربع مساحت و ۳۶۰ نفر جمعیت دارد و ۴۴۹ متر بالاتر از سطح دریا واقع شده‌است.